# Louis Jourdan

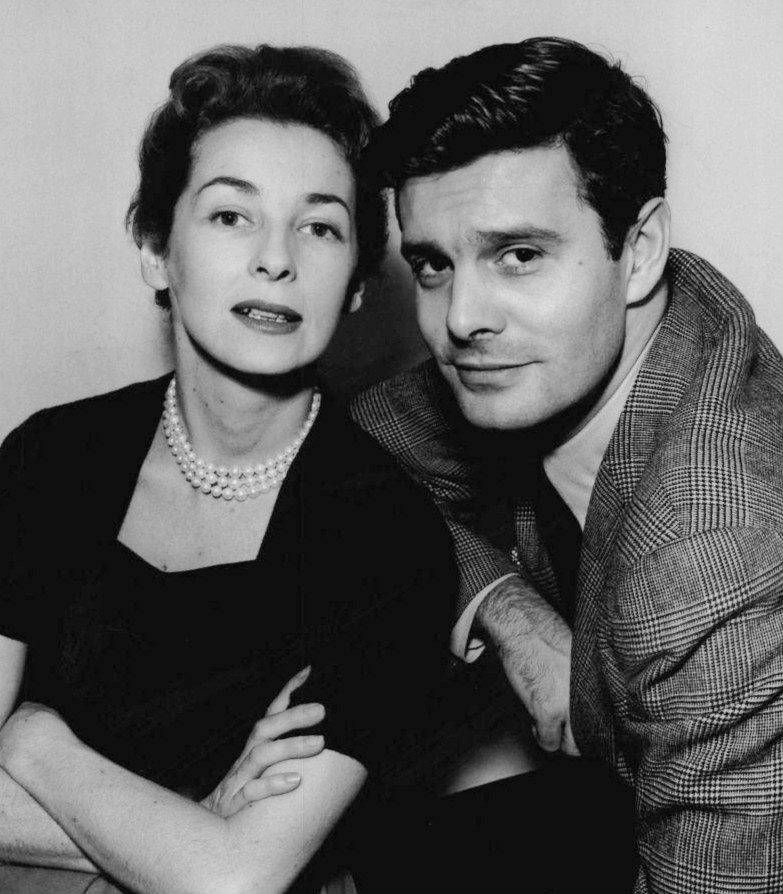
Felicia Montealegre und Louis Jourdan für die Aufnahme Tonight in Samarkand, 1955

Louis Jourdan, bürgerlich Louis Robert Gendre (* 19. Juni 1921 in Marseille; † 14. Februar 2015 in Beverly Hills, Kalifornien), war ein französischer Schauspieler. Er wurde vorwiegend in charmant-weltmännischen Rollen in Hollywood besetzt. Zu den bekanntesten Produktionen seiner 50-jährigen Filmkarriere zählen Brief einer Unbekannten, Gigi und James Bond – Octopussy. Auf dem Hollywood Walk of Fame wurde er mit zwei Sternen ausgezeichnet.

## Leben und Karriere
Louis Jourdan wurde als einer von drei Söhnen des Hotelbesitzers Henry Gendre und seiner Ehefrau Yvonne in Marseille geboren. Heute gilt 1921 als wahrscheinliches Geburtsjahr für Jourdan, auch wenn lange die Mehrzahl der Quellen von 1919 ausging. Er wuchs in Frankreich, der Türkei sowie England auf und wurde auf der École Dramatique in Paris zum Schauspieler ausgebildet. Schon während seines Schauspielstudiums stand er erstmals als professioneller Theaterschauspieler auf der Bühne.
Bald wurde der Regisseur Marc Allégret auf den jugendlichen, gutaussehenden Jourdan aufmerksam und besetzte ihn 1939 neben Charles Boyer im Film Le Corsaire, der wegen des beginnenden Zweiten Weltkriegs jedoch nicht vollendet werden konnte. Seinen ersten „richtigen“ Filmauftritt hatte Jourdan schließlich 1940 in der französisch-italienischen Komödie La Comédie du bonheur von Marcel L’Herbier. Auch während des Zweiten Weltkrieges drehte er weiter Filme, bis er aufgefordert wurde, bei Propagandafilmen der Nationalsozialisten mitzuwirken; er wies das Angebot zurück und schloss sich der Résistance an, wo er unter anderem beim Drucken von illegalen Flugblättern half. Im unbesetzten Frankreich setzte er seine Filmkarriere fort und gelangte dort spätestens Mitte der 1940er-Jahre zu größerer Bekanntheit.
1947 folgte Jourdan einem Angebot von Star-Produzent David O. Selznick, in Hollywood eine Nebenrolle in dem Thriller Der Fall Paradin von Alfred Hitchcock zu übernehmen. Er spielte dabei den Diener des blinden Herrn Paradin, der eine Affäre mit dessen Ehefrau hat. Zunächst unter Vertrag bei Selznick, wurde versucht, Louis Jourdan in der Nachfolge von Charles Boyer zu einem Continental Lover – einem Darsteller kontinentaleuropäischer und im Besonderen französischer Liebhaber – aufzubauen. Auch die folgenden Filme zeigten den Schauspieler meist in Liebhaberrollen, so als leichtlebiger Pianist in Max Ophüls’ Stefan-Zweig-Adaption Brief einer Unbekannten (1948) an der Seite von Joan Fontaine oder als Rodolphe Boulanger in Vincente Minnellis Verfilmung (1949) von Madame Bovary neben Jennifer Jones. 1954 war er in einer romantischen Rolle in der populären Filmkomödie Drei Münzen im Brunnen zu sehen.
Jourdan wurde in Hollywood zu einem „absolute Inbegriff des smarten, eleganten, verführerischen Franzosen“, doch ihm wurde dieses Typecasting mit der Zeit langweilig und er suchte immer wieder Abstand. 1954 ging er an den Broadway, um neben dem eine zu dieser Zeit gewagte Hauptrolle eines Homosexuellen in Billy Roses Drama The Immoralist – der Bühnenadaption eines Werkes von André Gide – zu übernehmen. An seiner Seite spielte ein damals noch eher unbekannter James Dean. Für seine Darbietung erhielt Jourdan den Theaterpreis Donaldson Award. Im Filmgeschäft blieb er aber weiter auf Liebhaberrollen besetzt; 1956 war er Filmpartner von Brigitte Bardot in Die Braut war viel zu schön und verkörperte im selben Jahr den Fechtlehrer von Grace Kelly in Der Schwan.
Eine seiner bekanntesten Rollen spielte er 1958 als etwas depressiver Frauenheld Gaston Lachaille in Gigi, der Musicalverfilmung von Colettes Roman, an der Seite von Leslie Caron und Maurice Chevalier. Der Film erhielt neun Oscars, darunter den für den besten Film. Eine ähnlich gelagerte Rolle gab Jourdan zwei Jahre später in dem Musicalfilm Can-Can neben Frank Sinatra und Shirley MacLaine. 1961 übernahm er die Titelrolle in der französisch-italienischen Produktion Der Graf von Monte Christo, einer Verfilmung des Dumas-Klassikers unter der Regie von Claude Autant-Lara. Im Verlaufe des Jahrzehnts folgten Rollen unter anderem im starbesetzten Drama Hotel International (1963) oder neben Ann-Margret in Paris ist voller Liebe (1966), doch mit dem Ende des klassischen Hollywood-Kinos waren er und sein üblicher Rollentyp im Kino weniger gefragt. Er wirkte daher vermehrt an Fernsehproduktionen mit.
Ab Mitte der 1970er-Jahre gelang es Jourdan, mit einigen Darstellungen von kultivierten Schurken wieder auf sich aufmerksam zu machen. 1974 war er als Villefort in der Neuverfilmung von Der Graf von Monte Christo neben Richard Chamberlain und Tony Curtis zu sehen. Seine Darstellung des titelgebenden Vampirs in der Miniserie Count Dracula gilt als eine seiner interessanten Darstellungen. In der Krimireihe Columbo verkörperte er in einer Folge den Gastronomie-Kritiker Paul Gérard, der sich als selbstgefälliger Mörder entpuppt. Zwei seiner bekanntesten Schurkenrollen spielte Jourdan Anfang der 1980er Jahre: als boshafter Millionär Anton Arcane in der Comicverfilmung Das Ding aus dem Sumpf (1982) sowie in dem James-Bond-Film Octopussy (1983) als afghanischer Prinz Kamal Khan, der als Gegenspieler zu Roger Moores James Bond fungiert. Nach rund 85 Film- und Fernsehauftritten zog er sich 1992 nach einer größeren Nebenrolle in dem Abenteuerfilm Das Jahr des Kometen mit Penelope Ann Miller aus dem Filmgeschäft zurück.
Danach lebte Jourdan bis zu seinem Tod weitgehend zurückgezogen in der Umgebung von Los Angeles. Er starb im Februar 2015 im Alter von 93 Jahren eines natürlichen Todes. Ein Jahr zuvor war seine Ehefrau Berthe Frédérique gestorben, mit der er seit 1946 insgesamt 68 Jahre verheiratet gewesen war. Der gemeinsame Sohn Louis Henry wurde 1951 geboren, starb jedoch 1981 an einer Überdosis Rauschgift. An Louis Jourdan erinnern auf dem Hollywood Walk of Fame zwei Sterne – einen für Fernsehen und einen für Tonaufnahmen – bei 6153 und 6445 Hollywood Boulevard. 2010 wurde er im Beisein seiner Freunde Kirk Douglas und Sidney Poitier zum Mitglied der französischen Ehrenlegion ernannt.

## Filmografie (Auszüge)
- 1939: Le Corsaire
- 1940: Das Glück (La Comédie du bonheur)
- 1941: Parade en sept nuits
- 1941: Ihr erstes Rendezvous (Premier rendez-vous)
- 1942: Félicie Nanteuil
- 1942: La Belle aventure
- 1944: Les Petites du quai aux fleurs
- 1945: La Vie de bohème
- 1947: Der Fall Paradin (The Paradine Case)
- 1948: Brief einer Unbekannten (Letter from an Unknown Woman)
- 1948: Eine Frau zuviel (No Minor Vices)
- 1949: Madame Bovary und ihre Liebhaber (Madame Bovary)
- 1951: Insel der zornigen Götter (Bird of Paradise)
- 1951: Die Piratenkönigin (Anne of the Indies)
- 1952: Mein Sohn entdeckt die Liebe (The Happy Time)
- 1952: Liebe im Kreise (Rue de l’éstrapade)
- 1953: Boccaccios große Liebe (Decameron Nights)
- 1954: Drei Münzen im Brunnen (Three Coins in the Fountain)
- 1956: Der Schwan (The Swan)
- 1956: Mord in den Wolken (Julie)
- 1956: Die Braut war viel zu schön (La mariée est trop belle)
- 1957: Ariane – Liebe am Nachmittag (Love in the Afternoon, als Erzählerstimme)
- 1957: Im Dienste des Königs (Dangerous Exile)
- 1957: Dem Sumpf entronnen (Escapade)
- 1958: Gigi
- 1959: Alle meine Träume (The Best of Everything)
- 1960: Can-Can
- 1961: Die Jungfrauen von Rom (Le Vergini di Roma)
- 1961: Der Graf von Monte Christo (Le Comte de Monte Cristo)
- 1962: Die Zitadelle von San Marco (Mathias Sandorf)
- 1962: Leviathan
- 1962: Verwirrung (Il disordine)
- 1963: Hotel International (The V.I.P.s)
- 1963: Das Mädchen Irma la Douce (Irma la Douce, als Erzählerstimme)
- 1966: Paris ist voller Liebe (Made in Paris)
- 1967: Der grausame Job (Peau d’espion)
- 1967: Cervantes – Der Abenteurer des Königs (Cervantes)
- 1967–1971: FBI (The F.B.I., Fernsehserie, 3 Folgen)
- 1968: Ein Floh im Ohr (A Flea in Her Ear)
- 1969: Vergiss oder stirb (Run a Crooked Mile, Fernsehfilm)
- 1975: Der Graf von Monte Christo (The Count of Monte Cristo, Fernsehfilm)
- 1977: Der Mann mit der eisernen Maske (The Man in the Iron Mask, Fernsehfilm)
- 1977: Silber, Banken und Ganoven (Silver Bears)
- 1977: Count Dracula (Fernsehfilm)
- 1977: Kommissar hoch zwei (Plus ça va, moins ça va)
- 1978: Silber, Banken und Ganoven (Silver Bears)
- 1978: Columbo: Mord à la Carte (Murder Under Glass, Fernsehreihe)
- 1979: Victor Charlie ruft Lima Sierra (The French Atlantic Affair, Fernseh-Miniserie)
- 1980: Drei Engel für Charlie (Charlie’s Angels, Fernsehserie, Folge 4x22: Killerlady mit Engelsgesicht)
- 1980/1981: Vegas (Vega$, Fernsehserie, 2 Folgen)
- 1982: Escape to Love
- 1982: Das Ding aus dem Sumpf (Swamp Thing)
- 1983: James Bond 007 – Octopussy (Octopussy)
- 1983: Double Deal – Eine verhängnisvolle Affäre (Double Deal)
- 1984: Als Amerika nach Olympia kam (The First Olympics: Athens 1896, Miniserie, 2 Folgen)
- 1984: Mode, Models und Intrigen (Cover Up, Fernsehserie, eine Folge)
- 1986: Der Callgirl Club (Beverly Hills Madam, Fernsehfilm)
- 1989: Das grüne Ding aus dem Sumpf (The Return of Swamp Thing)
- 1992: Das Jahr des Kometen (Year of the Comet)

## Auszeichnungen
- 1959: Zweiter Platz beim Laurel Award für Gigi
- 1959: Golden-Globe-Nominierung als Bester Darsteller einer Komödie für Gigi
- 1960: Zwei Sterne auf dem Hollywood Walk of Fame (Kategorien: Film und Fernsehen)
- 2010: Ernennung zum Mitglied der Ehrenlegion